# Принцип симметрии Шварца

## Формулировка
Принцип симметрии в основном применяется для аналитического продолжения функций, которые аналитичны на некотором множестве {\displaystyle \Omega \subset \mathbb {C} .} Далее, пусть множество {\displaystyle D=\partial \Omega \cap \mathbb {R} } непусто, и на этом множестве функция принимает исключительно вещественные значения.
Тогда можно осуществить аналитическое продолжение функции {\displaystyle f} с множества {\displaystyle \Omega } на большее множество {\displaystyle \Omega \cup {\overline {\Omega }}}, где {\displaystyle {\overline {\Omega }}=\{z:{\overline {z}}\in \Omega \}}, с помощью следующей функции:
{\displaystyle F(z)=f(z)} при {\displaystyle z\in \Omega }
{\displaystyle F(z)={\overline {f({\overline {z}})}}} при {\displaystyle z\in {\overline {\Omega }}}
Пользуясь принципом соответствия границ, можно доказать более общее утверждение, которое обычно фигурирует в специальной литературе под тем же названием.

## Обобщение
Допустим, что заданы области {\displaystyle \Omega _{1},\Omega _{2}\subset \mathbb {C} }, далее, {\displaystyle \gamma _{1}\subset \partial \Omega _{1},\gamma _{2}\subset \partial \Omega _{2}} — дуги обобщенных окружностей. Обозначим через {\displaystyle \Omega _{1}^{*}} область, которая симметрична {\displaystyle \Omega _{1}} относительно {\displaystyle \gamma _{1}}, аналогично определяется {\displaystyle \Omega _{2}^{*}}. Теперь, если {\displaystyle f} конформно отображает {\displaystyle \Omega _{1}} на {\displaystyle \Omega _{2}}, притом {\displaystyle f(\gamma _{1})=\gamma _{2}}, тогда {\displaystyle f} может быть аналитически продолжена до конформного отображения {\displaystyle \Omega _{1}\cup \gamma _{1}\cup \Omega _{1}^{*}} на {\displaystyle \Omega _{2}\cup \gamma _{2}\cup \Omega _{2}^{*}}.